# Adam Dobrzyński
Adam Dobrzyński (* 19. Dezember 1974) ist ein polnischer Marathonläufer.

## Leben
2000 wurde er Sechster beim Prag-Marathon. 2001 wurde er an selber Stelle Siebter und kam beim Berlin-Marathon auf den 15. Platz. 2002 wurde er jeweils Zweiter beim Breslau-Marathon und beim Košice-Marathon, 2003 Dritter in Košice.
Im Jahr darauf wurde er Zweiter beim Nagano-Marathon, Sechster in Prag und siegte in Košice sowie beim Macau-Marathon.
2005 wurde er Zehnter beim Beppu-Ōita-Marathon und Sechster in Nagano. Einem zweiten Platz beim Krakau-Marathon 2006 folgte 2008 der Sieg beim Toruń-Marathon.
Beim Piła-Halbmarathon wurde er 2001 als Gesamtdritter und 2005 als Gesamtzweiter nationaler Meister.

## Persönliche Bestzeiten
- 10.000 m: 28:39,33 min, 20. Juni 1997, Bydgoszcz
- Halbmarathon: 1:03:18 h, 9. September 2001, Piła
- Marathon: 2:12:29 h, 30. September 2001, Berlin
- 3000-m-Hindernislauf: 8:24,09 min, 10. Juni 1997, Bratislava